# Dominique Grund
Dominique Marie Grund (Los Angeles, 10 marzo 1997) è un'attrice statunitense.
Ha iniziato la sua carriera ad appena 8 anni nel film The Kid & I del 2005; si è in seguito cimentata come guest star in alcuni serie televisive come Detective Monk e Criminal Minds; nel 2012 ha anche preso parte come doppiatrice nel film Le 5 leggende.

## Filmografia
- The Kid & I (2005)
- Il passato di una sconosciuta (2007) - film TV
- Detective Monk (1 episodio, 2008)
- Criminal Minds (1 episodio, 2009)
- Hero (2010) - cortometraggio
- Victorius (1 episodio, 2011)
- #nitTWITS (3 episodi, 2011)
- Una bugia per amore (Jewtopia) (2012)
- Le 5 leggende (2012) - voce
- Band (2012) - cortometraggio
- L'uomo di casa (1 episodio, 2016)